# Roberto Kiesling
Roberto Kiesling (Buenos Aires, 25 de junio de 1941) es un botánico y profesor argentino.
Es especialista en cactáceas y es investigador independiente de la "carrera de investigador del CONICET Argentina, con sede en la Unidad de Botánica, del IADIZA, ciudad de Mendoza.

## Biografía
Roberto Kiesling nació el 25 de junio de 1941 en Buenos Aires, posteriormente se mudaría a Mendoza. Recibió su doctorado de Ciencias Naturales en la Facultad de Ciencias Naturales y Museo de la Universidad Nacional de La Plata defendiendo su tesis El género Trichocereus (Cactaceae) en la República Argentina en el año 1976, siendo su tutor el notable botánico Dr. Ángel Lulio Cabrera. Y fue profesor de biogeografía en La Plata hasta 1994. 
Es director y editor de La Flora de San Juan. También colaboró en La Flora de Jujuy, ha editado Hickenia y publica en diversas revistas internacionales. Pasó un año en el Royal Botanic Gradens, Kew, con una beca.

## Algunas publicaciones
- m. PEREA, o. FERRARI, m.l. LAS PEÑAS, r. KIESLING. 2009. Eine new, rot bluhende Gymnocalycium-Art aus Catamarca. Kakteen und Andere Sukkulenten 60 ( 2 ) 35 - 42
- n. MURUAGA, p. FIGUEROA, r. KIESLING. 2008. Circunscripción de Rebutia minuscula (Cactaceae, Cactoideae). Darwiniana 46 ( 2 ) : 318 - 327

### Libros
- roberto Kiesling, o. Ferrari. 2005. 100 Cactus Argentinos, v. 1. Ed. Albatros. 128 pp. ISBN 950-24-1108-0 en línea
- j. Mauseth, r. Kiesling, c. Ostolaza. 2002. Cactus odyssey, Journeys in the wilds of Bolivia, Perú and Argentina, v.1. 320 pp.
- w. Greuter, roberto Kiesling. 2002. Código Internacional de Nomenclatura Botánica: (Código de Saint Louis) : adoptado por el decimosexto Congreso Internacional de Botánica, Saint Louis, Missouri, julio-agosto 1999. Ed. Instituto de Botánica Darwinion. 181 pp. ISBN 3-904144-22-7
- 1994. Flora de San Juan, República Argentina: Pteridofitas, gimnospermas, dicotiledoneas dialipétalas (Salicaceas a Leguminosas). Volumen 1 de Flora de San Juan. Vazquez Mazzini Editores. 348 pp. ISBN 950-99063-8-7
- roberto Kiesling, víctor Turecek. 1990. Cactus de la Patagonia. Colección científica. Ed. Instituto Nacional de Tecnología Agropecuaria. 25 pp.

## Honores

### Epónimos
- (Asteraceae) Hieracium kieslingii Cabrera[1]
- (Cactaceae) Gymnocalycium kieslingii O.Ferrari[2]
- (Cactaceae) Lobivia kieslingii Rausch[3]
- (Crassulaceae) Echeveria argentinensis var. kieslingii Pino, W.Ale & Marquiegui[4]
- (Fabaceae) Adesmia kieslingii Ulibarri[5]
- (Poaceae) Stipa kieslingii F.A.Roig[6]
- (Solanaceae) Solanum kieslingii Cabrera[7]
- La abreviatura «R.Kiesling» se emplea para indicar a Roberto Kiesling como autoridad en la descripción y clasificación científica de los vegetales.[8]